# N'oublie jamais
Pour plus de détails, voir Fiche technique et Distribution.
N'oublie jamais (The Notebook), ou Les Pages de notre amour au Québec, est un film américain réalisé par Nick Cassavetes, sorti en 2004. Il s'agit d'une adaptation du best-seller de l'écrivain américain Nicholas Sparks, Les Pages de notre amour.

## Synopsis
Afin de venir en aide à une femme atteinte de démence sénile, installée dans une maison de retraite, un vieil homme, Duke, lui lit tous les jours le même livre : l'histoire de deux jeunes gens, Noah Calhoun et Allie Hamilton qui,  au début des années 1940, tombent éperdument amoureux l'un de l'autre malgré les obstacles qui se dressent sur leur route. En effet, Allie est la fille d'une famille fortunée tandis que Noah travaille comme ouvrier dans une menuiserie pour un maigre salaire.
Tandis qu'ils apprennent à se connaître et à s'aimer, les parents d'Allie voient cette idylle progresser d'un mauvais œil. Inquiets à l'idée que leur fille puisse gâcher son brillant avenir et sa vie en se liant à un ouvrier, ils décident de l'éloigner définitivement de Noah et quittent la région du jour au lendemain en l'emmenant de force avec eux. À la rentrée, Allie débute des études universitaires au Sarah Lawrence College, à New York, tandis que le jeune homme, après lui avoir écrit des lettres restées sans réponse chaque jour durant une année entière, part s'installer à Atlanta avec son meilleur ami pour y travailler sur des chantiers. Lorsque les États-Unis s'impliquent officiellement dans la Seconde Guerre Mondiale, Noah s'enrôle dans l'armée. Allie, quant à elle, désormais étudiante en troisième année, s'engage comme infirmière bénévole pour venir en aide aux soldats américains blessés au front. C'est dans ce cadre qu'elle rencontre Lon Hammond, un riche officier du Sud, avec qui elle débute une relation amoureuse sérieuse qui perdurera au-delà de la fin de ses études. Le couple se fiance et Noah le découvre. Submergé, il se lance alors dans l'entreprise de rénover une vieille plantation ainsi qu'il le lui avait promis et entame une liaison avec une veuve de guerre. 
Sept années se sont écoulées depuis l'été où Allie et Noah sont tombés amoureux l'un de l'autre et la jeune femme s'apprête même à épouser Lon quand son chemin croise à nouveau celui de Noah. Après bien des difficultés, ils décident qu'ils ne peuvent vivre l'un sans l'autre, se marient et fondent une famille.
Tandis que l'histoire évolue, on découvre que les résidents de la maison de retraite ne sont autres que Noah et Allie. Le livre que lit chaque jour Noah n'est en fait que le carnet dans lequel Allie avait consigné ses souvenirs de leur vie ensemble au moment où les médecins lui avaient diagnostiqué la maladie d'Alzheimer, ceci afin de pouvoir se remémorer ses sentiments et leurs aventures.
Par moments, des bribes du passé lui reviennent à l'esprit et elle reconnaît alors Noah, avant de l'oublier à nouveau, dans un cycle sans fin.

## Fiche technique
- Titre : N'oublie jamais
- Titre québécois : Les Pages de notre amour
- Titre original : The Notebook
- Réalisation : Nick Cassavetes
- Scénario : Jeremy Leven, adapté par Jan Sardi, d'après l'œuvre littéraire de Nicholas Sparks
- Production : Lynn Harris et Mark Johnson
- Production exécutive : Toby Emmerich et Avram 'Butch' Kaplan
- Société de production : New Line Cinema
- Budget : 30 millions de dollars (22 578 000 EUR)
- Box-office  États-Unis : 81 001 787 dollars[1]
- Box-office  France : 87 615 entrées[2]
- Box-office  Mondial : 115 603 229 dollars[2]
- Musique : Aaron Zigman
- Photographie : Robert Fraisse
- Montage : Alan Heim
- Décors : Sarah Knowles
- Costumes : Karyn Wagner
- Pays d'origine :  États-Unis
- Langue : anglais
- Lieux de tournage : Californie (scènes de plage), Caroline du Sud, Montréal
- Format : couleurs - 2,35:1 - DTS / Dolby Digital / SDDS - 35 mm
- Genre : drame
- Durée : 123 minutes
- Dates de sortie :
  -  États-Unis : 20 mai 2004 (Festival international du film de Seattle)
  -  États-Unis : 17 juin 2004 (Festival international du film de Provincetown)
  -  États-Unis : 25 juin 2004
  -  France : 5 septembre 2004 (Festival du cinéma américain de Deauville)
  -  France : 8 septembre 2004
  -  Belgique : 22 septembre 2004

## Distribution
- Ryan Gosling (VF : Alexandre Gillet ; VQ : Guillaume Champoux) : Noah Calhoun
- Rachel McAdams (VF : Claire Keim ; VQ : Éveline Gélinas) : Allison Hamilton
- James Garner (VF : Marc Cassot ; VQ : Vincent Davy) : Noah Calhoun âgé
- Gena Rowlands (VF : Paule Emmanuele ; VQ : Françoise Faucher) : Allison Calhoun âgée
- Joan Allen (VF : Tania Torrens ; VQ : Anne Caron) : Anne Hamilton
- James Marsden (VF : Damien Boisseau ; VQ : Martin Watier) : Lon Hammond
- Jamie Anne Allman (en) (VF : Catherine Hamilty) : Martha Shaw
- Sam Shepard (VF : Hervé Bellon ; VQ : Jean-Marie Moncelet) : Frank Calhoun
- David Thornton (VF : Pierre Laurent) : John Hamilton
- Kevin Connolly (VF : Cyril Aubin ; VQ : Hugolin Chevrette-Landesque) : Fin
- Heather Wahlquist (VF : Barbara Kelsch) : Sara Tuffington
- Ed Grady : Harry
- Jennifer Echols (VQ : Dominique Quesnel) : l'infirmière Selma
- Anthony-Michael Q. Thomas : l'infirmier Keith
- Geoffrey Knight : Barker
- Tim Ivey : Rower
- Starletta DuPois (VF : Firmine Richard ; VQ : Sophie Faucher) : l'infirmière Esther
- Andrew Schaff : Matthew Jamison III
- Robert Fraisse : le premier acheteur
- Paul Johansson : ancien amant de la mère

 Source et légende : version française (VF) sur RS Doublage

Photos des acteurs principaux
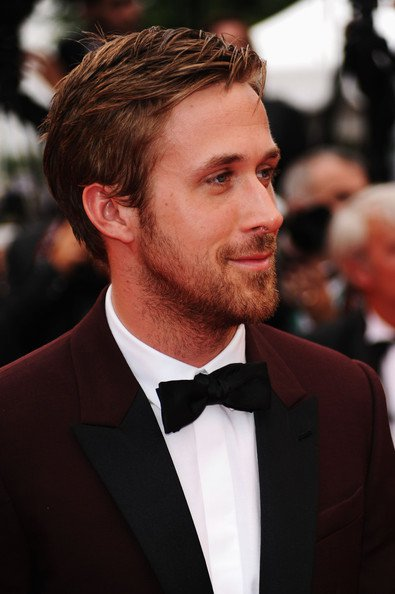
Ryan Gosling dans le rôle de Noah Calhoun.
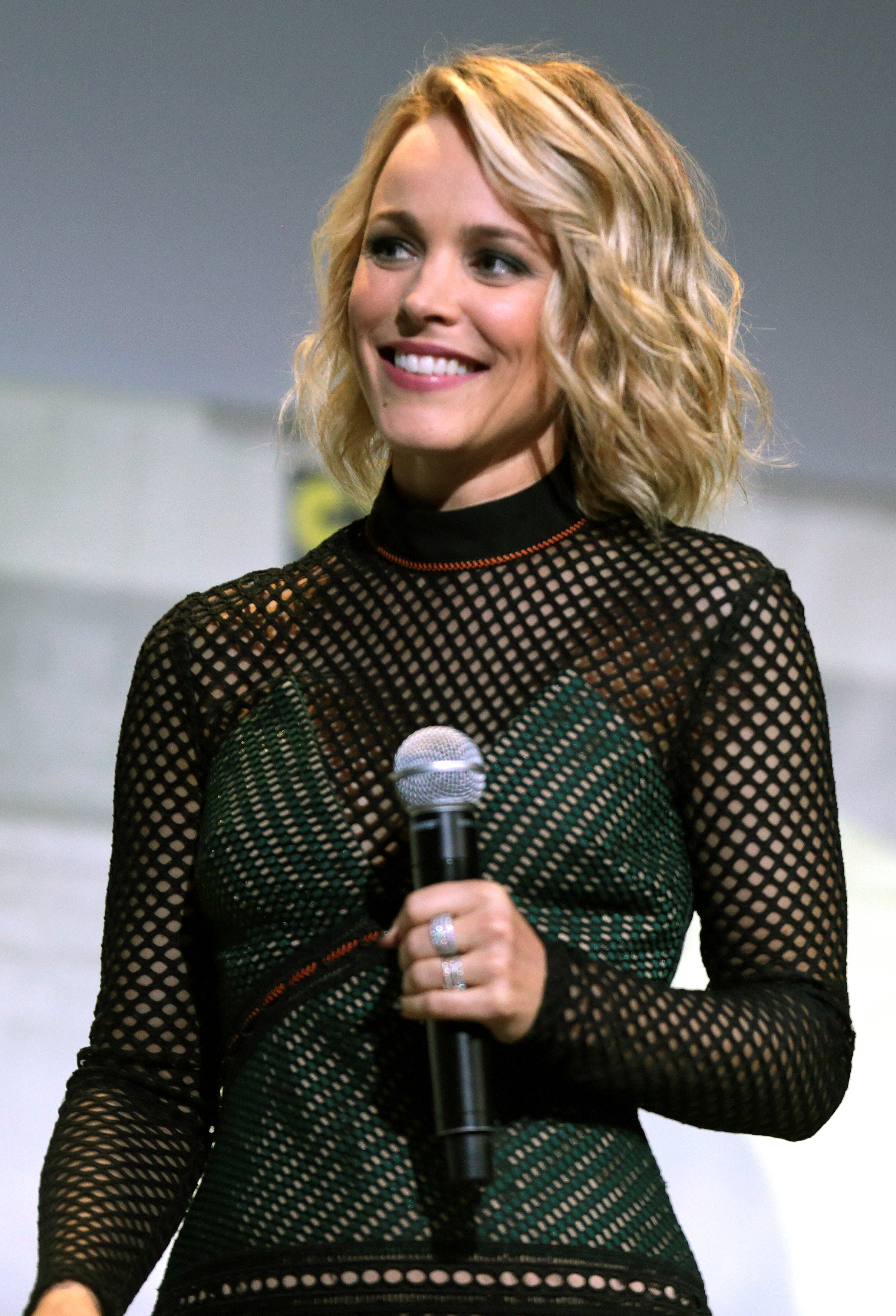
Rachel McAdams dans le rôle d'Allison Hamilton.
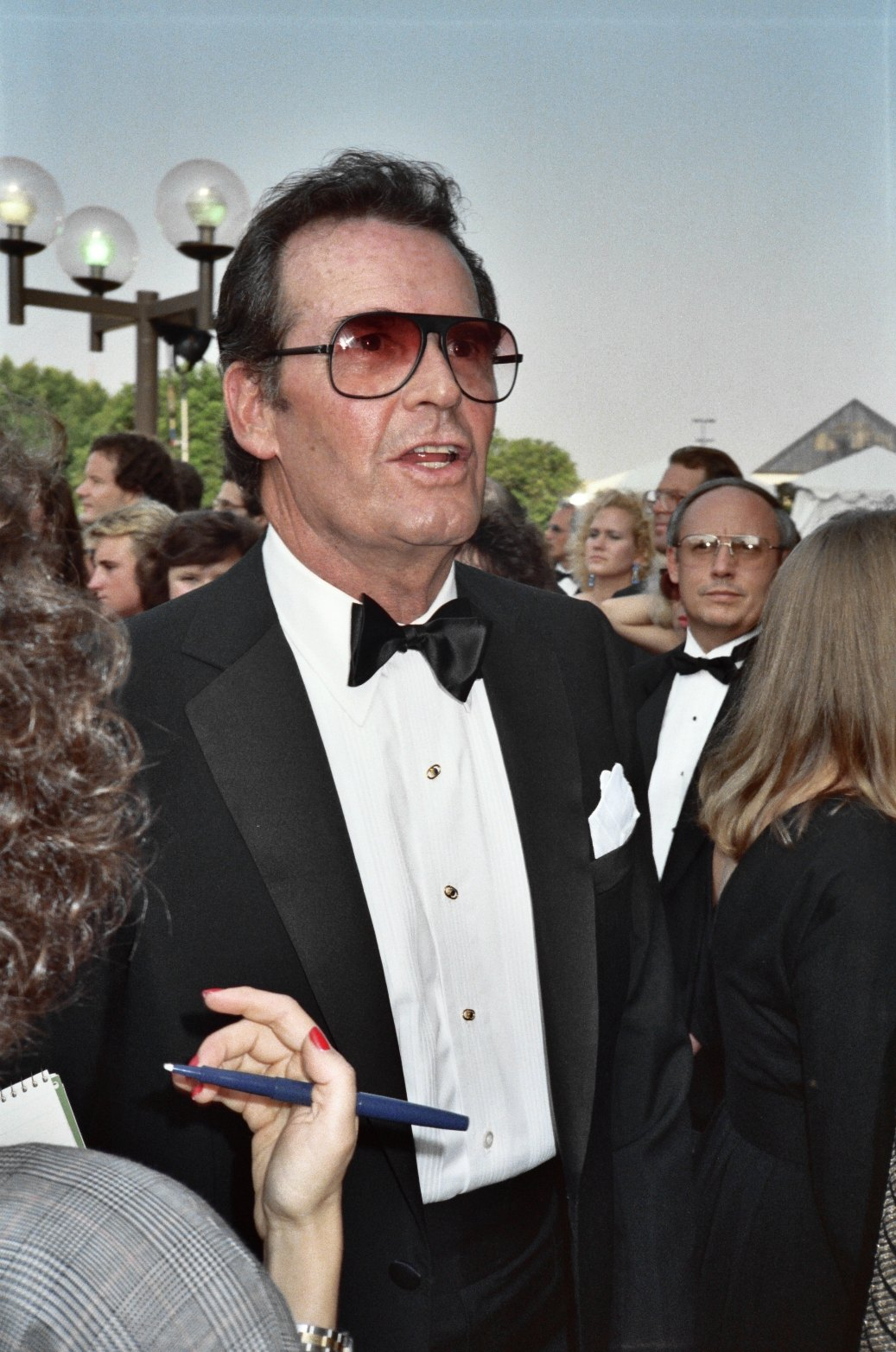
James Garner dans le rôle de Noah Calhoun âgé.
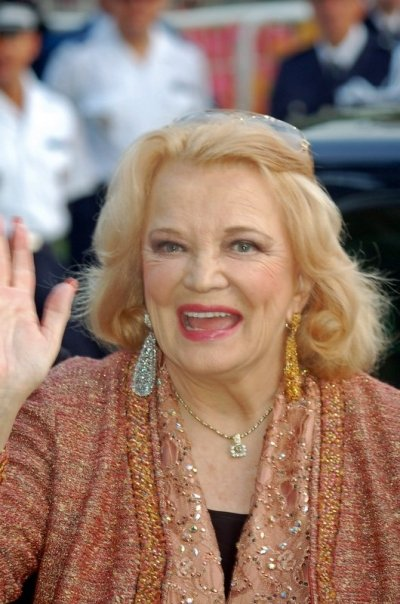
Gena Rowlands dans le rôle d'Allison Calhoun âgée.

## Accueil

### Accueil critique
Sur l'agrégateur américain Rotten Tomatoes, le film récolte 53 % d'opinions favorables pour 178 critiques. Sur Metacritic, il obtient une note moyenne de 53⁄100 pour 34 critiques.
En France, la presse est mitigée à la sortie du film, celui-ci ne rassemble que 2,6⁄5 de moyenne par la presse sur Allociné. Le public, quant à lui, lui attribue une note de 4,3⁄5.

### Box-office
Le film sort le 25 juin 2004 aux États-Unis et au Canada. Dès son premier week-end d'exploitation, il obtient la quatrième place au box-office en récoltant 13,4 millions de dollars dans une combinaison de 2 303 salles. En fin de carrière, ses recettes mondiales atteignent 115,6 millions de dollars dont 81 millions de dollars en Amérique du Nord.

## Distinctions

### Récompenses
- 2005 : BMI Film Music Award pour Aaron Zigman
- 2005 : MTV Movie Award du meilleur baiser entre Rachel McAdams et Ryan Gosling
- 2005 : Golden Satellite Award pour le meilleur second rôle féminin pour Gena Rowlands
- 2005 : 8 récompenses aux Teen Choice Awards

### Nominations
- 2005 : nommé aux MTV Movie Awards pour la meilleure performance d'actrice pour Rachel McAdams

## Autour du film
- Gena Rowlands, qui joue Allie âgée, est la mère du réalisateur du film, Nick Cassavetes.
- Rachel McAdams auditionna pour un rôle pendant la première d'un autre film. Elle avait obtenu le script seulement un jour à l'avance. Neuf autres actrices étaient en course pour le rôle[8].
- Le 4 décembre 2022, la célébration de Kylian Mbappé et Olivier Giroud, buteurs de l'équipe de France de football qui se qualifie en quarts de finale de la coupe du monde 2022 est associée par les médias à l'affiche du film[9].